# Романчукове
Романчуко́ве — село в Україні, у Дубов'язівській селищній громаді Конотопського району Сумської області. Населення становить 307 осіб. Колишній орган місцевого самоврядування — Буриківська сільська рада.
Після ліквідації Буринського району 19 липня 2020 року село увійшло до Конотопського району.

## Географія
Село Романчукове розташоване на одному із витоків річки Терн, нижче за течією на відстані 1 км розташоване село Чернеча Слобода. Село простягається уздовж річки на 5 км.
На річці декілька загат.
Поруч пролягає автомобільний шлях Т 2504.

## Історія
- Село постраждало внаслідок геноциду українського народу, проведеного урядом СССР 1932—1933 та 1946–1947 роках. Штовхун Григорій Дмитрович свідчить, що від голоду 1932—1933 років померло багато людей[2], встановлено смерті не менше 53-х[3].

## Політика

### Парламентські вибори, 2019
На позачергових парламентських виборах 2019 року у селі функціонувала окрема виборча дільниця № 590066, розташована у приміщенні фельдшерсько-акушерського пункту.
Результати
- зареєстровано 145 виборців, явка 66,21%, найбільше голосів віддано за «Слугу народу» — 39,58%, за «Опозиційну платформу — За життя» — 15,63%, за Радикальну партію Олега Ляшка — 12,50%[4]. В одномандатному окрузі найбільше голосів отримав Максим Гузенко (Слуга народу) — 30,11%, за Віктора Ладуху (Всеукраїнське об'єднання «Батьківщина») — 22,58%, за Анатолія Кобзаренка (самовисування) і Ігоря Шкурата (самовисування) — по 12,90%[5].

## Населення

### Мова
Розподіл населення за рідною мовою за даними :
| Мова       | Кількість | Відсоток |
| ---------- | --------- | -------- |
| українська | 306       | 99.67%   |
| російська  | 1         | 0.33%    |
| Усього     | 307       | 100%     |

## Економіка
- Молочно-товарна ферма.
- «Романчуківське», ТОВ.

## Соціальна сфера
- Школа I ст.

## Пам'ятки
- Братська могила[d] радянських воїнів та пам'ятник воїнам-землякам;

## Відомі люди
- Грудій Григорій Петрович — український військовик, учасник російсько-української війни[7][8].